# Jaén (Perú)
Jaén, fundada como San Leandro de Jaén en 1549 y también llamada con el nombre de su antigua gobernación Jaén de Bracamoros para diferenciarla de su homónima española, es una ciudad peruana capital del distrito y de la provincia homónimos, ubicada en el departamento de Cajamarca, en el nororiente del país. Fue fundada el 10 de abril de 1549 por el capitán español Diego Palomino en memoria de su ciudad natal. Con 185.000 habitantes 2023 es la segunda ciudad más poblada del departamento.
Desde el punto de vista jerárquico de la Iglesia católica es la sede del Vicariato Apostólico de San Francisco Javier, también conocido como Vicariato Apostólico de Jaén en el Perú.

## Toponimia
El origen de Bracamoros proviene del quechua pukamuru que significa "cara pintada".

## Historia

### Primeros pobladores

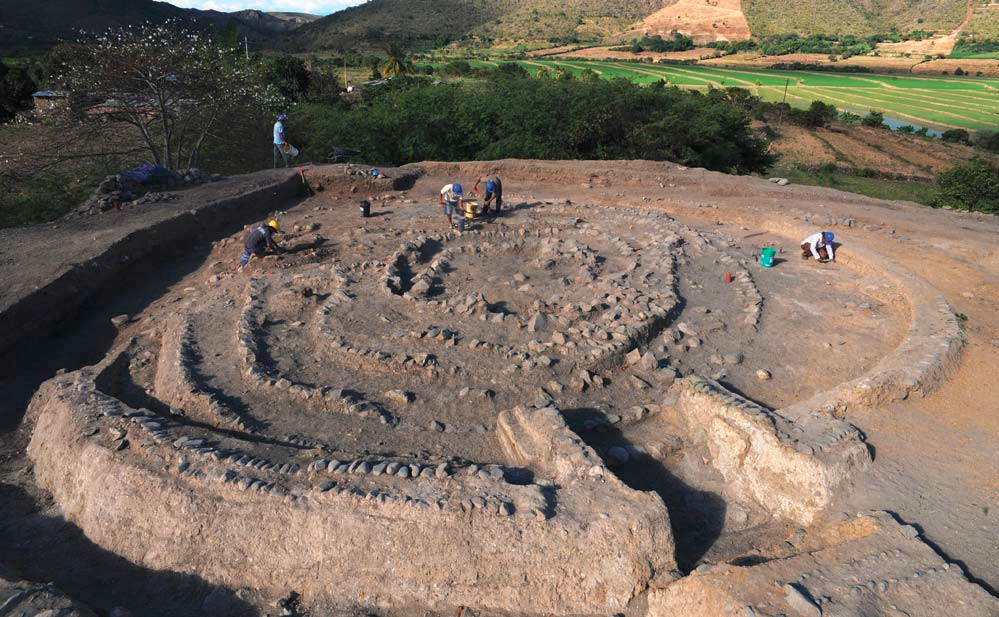
Montegrande, Jaén

El origen de la ciudad de Jaén se remonta al período de Horizonte Tardío. Entre 1000 y 1500 años a. C. grandes asentamientos humanos se localizaron en los valles de las actuales Provincias de Jaén, Bagua y San Ignacio. En la actualidad subsisten sus obras arquitectónicas y de cerámica. En el valle de Jaén se localiza el gran sitio arqueológico de Montegrande, con presencia de montículos y estilos cerámicos de la tradición Pre-Chavín: el Turuco, inmenso cementerio precolombino ubicado en Bellavista, Ingatambo en Pomahuaca. Otros similares se localizan en los valles de Chamaya, Shumba, Tabaconas, Chinchipe y Utcubamba. En estas ubérrimas tierras del nororiente peruano florecía la Cultura de los Jíbaros, a cuya etnia pertenecían los Huánbucos y Patagones asentados en el floreciente valle del Chuquimayo (Chinchipe), el nombre de Patagones, se debe a que hablaban la lengua Patagona. 
El inca Huayna Cápac en su intento de someter a estos pueblos a la influencia del vasto Imperio de los Incas sufrió una catastrófica derrota, denominándolos «Pukamoros», palabra quechua puka = rojo, y muro = pintado, que significa ‘pintados de rojo’ por la costumbre que tenían de ir medio desnudos, de cubrir sus partes anteriores y posteriores con un vestido corto o taparrabos o especie de faldas, y de pintarse el pecho y la cara de rojo, con la semilla de achiote, en sus fiestas y cuando iban a la guerra; estos pueblos abarcaban una región muy extensa del oriente amazónico, que abarcaban por lo menos las cuencas íntegras del río Chinchipe y del río Zamora y de las márgenes del río Santiago y del Marañón.  
Los aborígenes de esta región vivían en casas juntas de trecho en trecho, en grupos de 5 y 10 casas; sus viviendas eran de dos clases: unas cerradas con techo de pajas para la lluvia, bien cercadas con puerta y otras abiertas con un mero cobertizo de rama para el calor y cuando no llueve. Dedicados a la agricultura, tenían grandes plantaciones de maíz, actividad que compartían con la caza, la pesca, y la apicultura. No tenían caciques sino señores principales de 10, 20, 30, 50 y 100 indios cada uno. Este desarrollo autónomo fue interrumpido por el proceso colonizador, a fines de 1535 Francisco Pizarro envía al capitán español Juan Porcel de Padilla a la conquista de los Bracamoros.
Los primeros pobladores de la antigua provincia de Jaén de Bracamoros fueron indios aborígenes que vivían formando tribus independientes pero confederadas a quienes de manera general se les llamó pukamuros o bracamoros de los cuales en la actualidad tenemos a los wampís y awajún. Hoy los estudios antropológicos concluyen diciendo que dichas tribus fueron una sola familia, por tal razón se explica su capacidad de unión y solidaridad entre sí ante la adversidad que los llevaba a afrontar problemas comunes y apoyarse mutuamente haciendo una sola fuerza, esta identidad cultural se fundamenta en las similitudes de costumbres, lenguas, historias, cuentos, mitos y artesanía. Acerca de la procedencia, el historiador y antropólogo ecuatoriano Jacinto Jijón Caamaño, sostiene que los jíbaros o bracamoros provienen de los chimúes o tallanes; de otro lado, la mayoría de los estudiosos y la misma tradición awajún considera que proceden del llano amazónico.

### Época incaica

#### Expansión
El cronista Pedro Cieza de León, sostiene que Huayna Cápac emprendió la conquista de los Bracamoros, pero salió derrotado y en fuga. El historiador Cabello de Balboa afirma que Huáscar o mejor dicho su hermano Huanca Auqui, envidiando los éxitos de Atahualpa en los Quijos, envió contra los pakamuros hasta dos expediciones, poniéndose él mismo a la cabeza de una tercera, siendo en todas vencido, aunque la segunda expedición encaminada por la cabecera del Chinchipe penetró bastante lejos y aún se fortificó algún tiempo en la región.
Jijón y Caamaño describe a los Bracamoros o Pakamuros como indios jíbaros de características físicas fuertes y de espíritu independiente, belicosos y emprendedores, que fueron una gran preocupación para los incas que repetidamente quisieron someterlos pero que no lo consiguieron. En cambio, por medios pacíficos, ejercieron una notable influencia y se extendieron por la actual provincia de Jaén y Región Nor-Oriental, por lo que se han encontrado en el área geográfica en mención vestigios quechuas, aparte de que la toponimia nos está indicando su presencia; así tenemos que la palabra «bracamoros» en quechua, quiere decir Indios ‘pintados de rojo’.

### Época de la Conquista
El primero de los conquistadores hispanos en incursionar en esta parte Nor-Oriental, fue el capitán Pedro Vergara, a quien se le considera el descubridor de la región de la tribu de los Bracamoros (también llamados Pukuamuros y Yahuarsongo), en una extensión de cien leguas, alcanzando dominarlos por el empleo de toda la pericia militar conocida y el arrojo y valor de sus soldados.
Geográficamente la zona conquistada fue una de las cuatro Provincias o Gobernaciones en que se dividió la Región Oriental de los actuales países de Perú y Ecuador, situándolo en el extremo meridional. Aquí se fundaron villorrios apellidándolos con el nombre de algunas ciudades de Castilla y Andalucía, como Jerez y después otra llamada Jaén.

#### Juan Porcel de Padilla y la fundación de Nueva Jerez de la Frontera
El  mestizo Inca Garcilaso de la Vega fue el primer cronista en señalar que el capitán Juan Porcel de Padilla fue el primero en ir a descubrir y conquistar a los Bracamoros o Pukamuros; refiriéndose a los acuerdos tomados entre Pizarro y Almagro, Garcilaso señala: «Al capitán Juan Porcel enviaron a la provincia que los castellanos llaman Bracamoros y los indios Pacamuru». Se presume que Porcel partió a fines de noviembre de 1535 para su conquista de los Bracamoros y llegar a esta región a principios de 1536, por el camino más corto y fácil, que era el de Huancabamba y Tabaconas.  
A principios de dicho año sobre la base de las poblaciones antes descritas en el valle denominado Buchaón procedió a fundar la primera ciudad con el nombre de Jerez de la Frontera, proceso que debió interrumpir para acudir al llamado de Hernando Pizarro para sofocar la rebelión de Manco Inca. Sofocada la rebelión y luego de participar en la guerra contra Almagro el Mozo solicitó a Vaca de Castro volver a la conquista de Chuquimayo. Se le concedió y enseguida se aprestó a continuar la fundación de su Nueva Jerez de la Frontera. De su fundación solo quedan ruinas abandonadas, filigrana de poco valor, hoy denominada Jaén viejo, está ubicada en el distrito de Santa Rosa, Provincia de Jaén. El año 1540 el Rey Carlos I nombra como gobernador de la ciudad de los Reyes (Lima) a Don Cristóbal Baca de Castro y le ordena que al hacerse cargo de su investidura haga la linderación necesaria para la creación de los Obispados de Lima y Trujillo, poniendo especial atención en Jaén de Bracamoros.

#### Traslado de Nueva Jerez de la Frontera

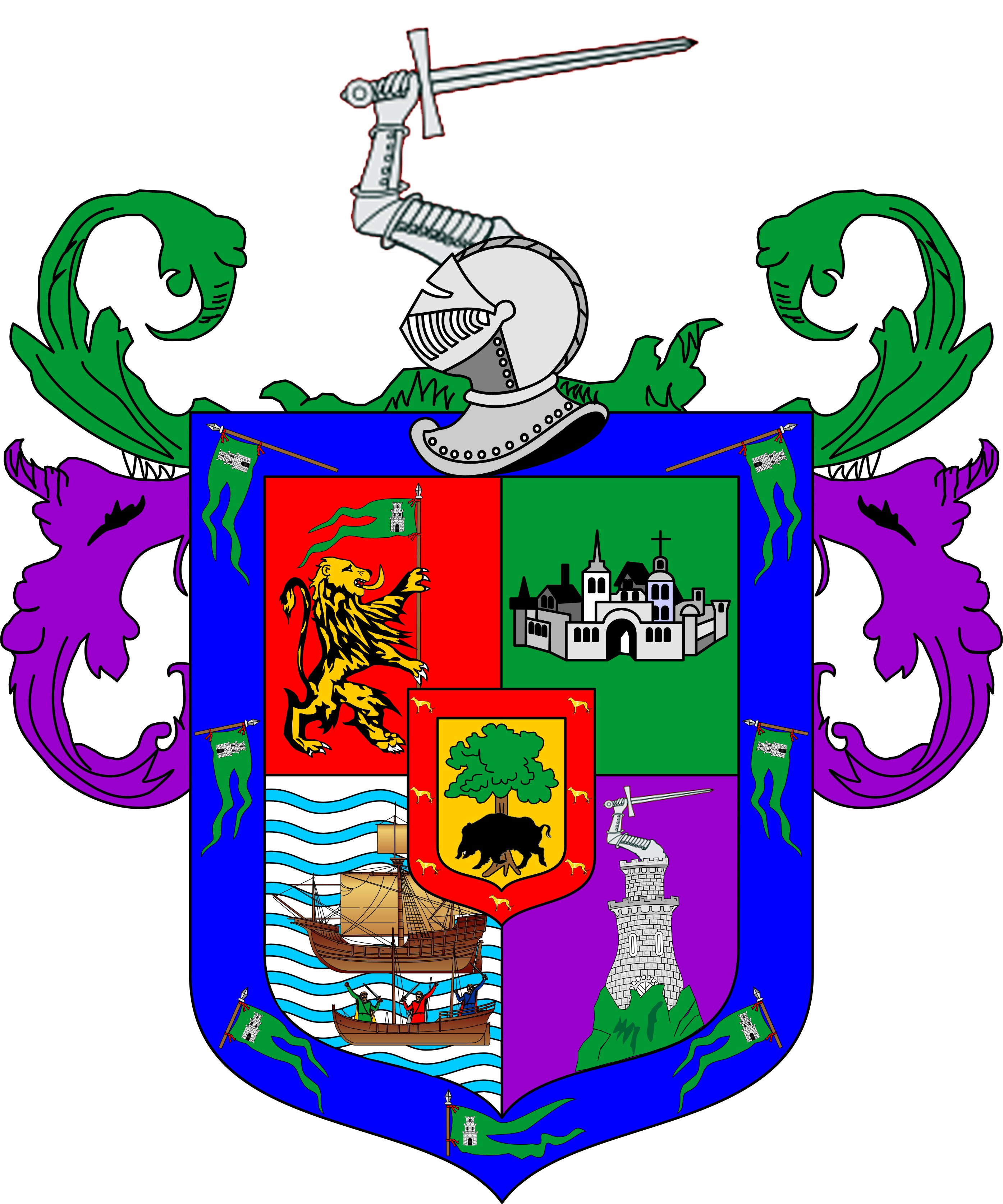
Escudo de Juan Porcel de Padilla Vecino de Puerto Viejo, alcalde Ordinario de Santiago de la Culata, Fundador de Nueva Jerez de la Frontera, concedido el 2 de noviembre de 1568.

Porcel tuvo que trasladar su Nueva Jerez de la Frontera del valle de Buchaón al sitio de Yuramarca, situado a 5 leguas de Jaén Viejo, probablemente en un alto de la actual quebrada de Zapotal. Este traslado se realizó a principios de 1543 llegando a construir la iglesia y conformar el Cabildo, estando en plena consolidación de la nueva ciudad fue nuevamente llamado por el nuevo virrey Blasco Núñez de Vela, esta vez para ir a luchar contra Gonzalo Pizarro. Por su lealtad al Rey y en mérito a su servicio prestado a la Corona española el pacificador don Pedro de la Gasca confirmó a Porcel en su conquista de los Bracamoros, pero esta vez por muy poco tiempo.

#### Diego Palomino y la fundación de Jaén
El 3 de octubre de 1548 el pacificador Pedro de La Gasca realizó el traspaso de dicha conquista al capitán español Diego Palomino quien hizo su ingreso por el Chuquimayo (Chínchipe) el 10 de abril de 1549, luego de cruzar varios pueblos entre ellos, Chirinos, Perico, para arribar luego al mismo lugar donde Porcel fundara Nueva Jerez de la Frontera, es decir Yuramarca (distante a 80 km aproximadamente del Jaén actual), en donde fundaría la ciudad y en abril de 1549 plantó la cruz en lo que sería la plaza de Armas, trazó las calles y asignó solares a 26 colonos o futuros pobladores, de lo cual se dio cuenta a La Gasca y al Consejo de Indias el 21 de septiembre del año citado. El nombre de la ciudad recién fundada fue solo Jaén, como homenaje a la ciudad de Jaén de España de donde provenían los nuevos colonizadores; posteriormente los lugareños le denominarían Jaén de Bracamoros en reconocimiento a los naturales de la zona, principal tribu aborigen de la región, como santo patrono de la ciudad fue instituido San Leandro. La ciudad de Jaén al finalizar el siglo XVI e inicios del s. XVII sufrió una grave pérdida del potencial humano en la mayoría de los pueblos indios de su provincia, según el censo de 1561 los indios de Chirinos eran 4000 y en 1606 disminuye a 1055, en el mismo censo de 1561 Jaén registra 2000 indígenas, en el de 1591 descendían a 106, en el censo de 1606 la población indígena continuó disminuyendo.

### Época Virreinal

#### Nuevas fundaciones
Por el año 1607 el emplazamiento de la Primitiva Ciudad de Jaén de Bracamoros había cambiado hasta en cuatro oportunidades, para quedar definitivamente asentada un poco al norte de la confluencia del Huancabamba con el Marañón, en el pequeño Valle de Tomependa.
Este Jaén de Bracamoros llegó a transformarse en centro de irradiación de importante labor misionera y cabeza de un corregimiento cuya provisión estaba reservada al Consejo de Indias.
La industria instalada más importante fue la de fraguas para forjar metales, confeccionando machetes y hachas de mucha utilidad en una región donde continuamente había que cortar árboles y ramas; los interesados en estas y otras herramientas acudían desde Borja y Jibaría, además se ofrecía atención de sanidad a todos los enfermos, adoleciendo la mayoría de paludismo.
El ciclo de la ciudad de Jaén antes descrita estaba a concluir, por lo que buscaron otro lugar con mejores condiciones para vivir escogiéndose el frondoso Valle y Río Amojú, nombre con que a Jaén se le conocía en ese entonces. El traslado se produjo entre los años 1804 y 1805.

#### Jaén durante el Virreinato
Desde sus inicios la Ciudad de Jaén perteneció administrativamente a la Real Audiencia de Quito en el Virreinato del Perú. La Real Audiencia de Quito pasó a formar parte del recién creado Virreinato de Santa Fe en 1717; al suprimirse este Virreinato en 1723 Jaén volvió a formar parte del Virreinato del Perú, hasta 1739 que, junto con la Audiencia de Quito, estos territorios se incorporan al restablecido Virreinato de Santa Fe o Nueva Granada. En lo eclesiástico Jaén continuó dependiendo del Obispado peruano de Trujillo. Las dificultades de tránsito y comunicación, las enormes distancias hasta Santa Fe motivaron a los residentes a gestionar su regreso administrativo al Virreinato del Perú pues el recorrido a Lima era mucho menor. 
Entre 1783 y 1785 el Obispo de Trujillo, Baltazar Martínez de Compañón, emprende una gira a toda su diócesis y visita estos territorios y el antiguo Jaén. En el inventario de la iglesia matriz consigna a la Virgen del Rosario que actualmente está en el obispado. A fines del siglo XVIII los jaenos gestionaban afanosamente a la Audiencia de Quito, la autorización para cambiar la ciudad a este valle de la Quintana. En 1802 por real cédula se crea la Comandancia General de Maynas como parte del Virreinato del Perú, sin embargo, Jaén sigue siendo gobernada administrativamente por la Real Audiencia de Quito.

### Época de la Independencia

#### Proclamación y jura de la independencia
Los jaenos convencidos de su amor por la libertad, se prepararon para dar el paso definitivo de su emancipación. Participan con anterioridad en la invitación para la asamblea pública a realizarse en la Plaza de Armas, al vecindario y comunidades de la Provincia, asistiendo los delegados de: Chirinos, San Ignacio, Topenda y Colasay. La reunión se llevó a cabo el 4 de junio de 1821 y todos a una sola voz proclamaron y juraron la Gloriosa Independencia de Jaén de Bracamoros. Luego fue ratificado D. Juan Antonio Checa, en el cargo de Gobernador, pero patriota y no terminó como venía desempeñándolo. Al día siguiente se realizó la juramentación de estilo y a continuación el Párroco de la Ciudad Licenciado Juan Francisco Garay, celebró el Te Deum o misa de acción de gracias por la Independencia Alcanzada, produciéndose el cambio político en medio del fervor patriótico y el contento general.
En la gesta emancipadora, la gobernación de Jaén respaldó la Independencia de Trujillo y proclamó su propia independencia de España y de la Real Audiencia de Quito, bajo el principio jurídico de Libre Determinación de los Pueblos, el 4 de junio de 1821, mérito que lo convierte en cuna de la peruanidad (Corazón del Perú). En 1822 tuvo representación en el Congreso de la República. En sus inicios formó parte del departamento de Trujillo, luego La Libertad hasta 1855 año en que  fue creado el departamento de Cajamarca. Jaén decide ser parte de Cajamarca con la condición de que en algún tiempo Jaén deba convertirse en departamento y esta la respalde.

### Jaén en la República
Los pobladores de la actual ciudad de Jaén y los principales vecinos de los demás pueblos de Colasay, Chirinos, San Ignacio y Tomependa, el 4 de junio de 1821 declararon “proclamada la patria y jurada la gloriosa independencia”, participándolo al General San Martín, por conducto del Gobernador de Lambayeque y del Presidente de Trujillo. En 1822 la Provincia de Jaén concurre con su Diputado Alejandro Crespo al primer congreso que en 1823 dictó la   primera Constitución de la República. Desde los inicios del Perú independiente se fijó el estatus territorial del Norte del Perú en 1822: la presidencia o Departamento de Trujillo comprendía las siguientes provincias: Cajamarca, Piura, Lambayeque, Chota, Chachapoyas, Maynas y Jaén. Fue el Acta del 4 de junio y la presencia de Jaén con su diputado en el primer Congreso constituyente convocado por San Martín las pruebas contundentes de la Constitución inicial del Perú independiente, con Jaén en el seno de la patria. 
El gran maestro Víctor Andrés Belaúnde en su obra Constitución Inicial del Perú ante el Derecho Internacional, dice en su dedicatoria: “A los naturales de Jaén, Tumbes y Maynas, peruanos por la tierra, por la sangre, por la historia y por su voluntad libre en la independencia, reiterada en toda nuestra vida republicana, hoy los defensores, más celosos de la unidad nacional y de la inviolable personalidad jurídica del Perú”. 
En el censo educativo de 1840, el Departamento de la Libertad registra escuelas primarias en las provincias de Piura, Trujillo, Cajamarca, Lambayeque, Chota y Jaén. En 1842, el Apoderado A. Cruzat visitó estas tierras y presenta un informe al Prefecto de Trujillo, menciona dos escuelas: La de Jaén con 12 alumnos y Bellavista con 22 niños. En 1855 Ramón Castilla crea el Departamento de Cajamarca y se incluye a la Provincia de Jaén en esta nueva jurisdicción. 
A comienzos del siglo XX encontramos a Jaén como un pueblo pequeño, pese a la riqueza de su naturaleza y a su antigüedad. El presupuesto de la Municipalidad de Jaén en 1940 era de S/. 1866 y el de la Beneficencia en 1939 era de S/. 1110.00. 
El progreso de Jaén fue detenido por tres siniestros de los que fue víctima con funestas consecuencias. El terremoto del 14 de mayo de 1928 que destruyó completamente la ciudad con pérdidas humanas y materiales, este movimiento desvió de su antiguo lecho las aguas del río Jaén, trayéndolos al costado de la ciudad que terminaba en el puente antiguo, apartándolos medio kilómetro de su antiguo cauce. El 27 de agosto de 1937, fue sorprendida la población por un voraz incendio; quedaron reducidas a cenizas más de 50 casas. Se quemaron todas las oficinas públicas y en la madrugada del 3 de marzo de 1940 a las 3 a. m. se produjo el segundo incendio que asoló la ciudad. A raíz de estos siniestros se comenzaron a construir casas de adobe con techo de tejas y calamina, mejorando notablemente su aspecto urbano. 
En el año 1941 estalla el Conflicto con el Ecuador, la juventud jaenesa marcha a filas para defender la integridad territorial y participar en la batalla de Zarumilla y el avance triunfante de las tropas hasta la Provincia del Oro. Para 1942 se firma el Protocolo de Paz, Amistad y Límites de Río de Janeiro. El acontecimiento anterior apuró la terminación de la carretera Olmos Río Marañón en 1944, que rompe el aislamiento de Jaén, produciéndose las primeras olas migratorias que fueron de Huancabamba, se incrementa con la llegada de cutervinos y chotanos atraídos por la Ley de Tierras de Montañas que otorgaba gratis parcelas de 5 hectáreas y simbólicas tarifas para cantidades mayores. 
En el año 1954 se crea el Instituto Agropecuario N.º 14, en 1959 el Colegio Nacional Jaén de Bracamoros y en 1965 el Colegio Sagrado Corazón. 
El 12 de mayo de 1965 por Ley 15560 se crea la Prov. de San Ignacio, desmembrándose de Jaén los distritos de Tabaconas, Chirinos, Namballe, San José de Lourdes y Santa Rosa, que después volvió a la Prov. de Jaén. En el año 1970 se crea la Dirección Zonal de Educación n.º 14 cuyo ámbito abarcaba las Provincias de Jaén, San Ignacio, Bagua, Utcubamba y Condorcanqui. En 1971 se crea la Escuela Normal Mixta “Víctor Andrés Belaunde”, integrada por las escuelas normales de Jaén y Bellavista. 
En 1980 aparece el primer Instituto Superior Tecnológico de la zona: el “4 de junio de 1821” y en 1981 se crea el Programa de Enfermería – Sección Jaén, de la Universidad Técnica de Cajamarca. 
El acelerado crecimiento poblacional de la ciudad de Jaén incidió en la demanda por mayor y mejor cobertura de los servicios públicos. Las principales necesidades fueron agua y desagüe, energía eléctrica, Hospital Regional, Universidad Pública, Aeropuerto e infraestructura y equipamiento en Salud y Educación; estas demandas vienen siendo atendidas en forma paulatina. El CONAFU, mediante Resolución N.º 086-2010, con fecha 26 de febrero de 2010, titulada "Proyecto Universidad de Jaén" materializa este anhelado sueño.

## Geografía
Se encuentra a una altitud de 729 m s. n. m.
Es la selva alta del Perú.

### Clima
Jaén tiene un clima tropical. Posee un clima cálido todo el año, no en vano se la considera una de las ciudades más calurosas del país; este clima es compensado por frecuentes y refrescantes lluvias debido a su cercanía al Ecuador terrestre. 
| Parámetros climáticos promedio de Jaén | Parámetros climáticos promedio de Jaén | Parámetros climáticos promedio de Jaén | Parámetros climáticos promedio de Jaén | Parámetros climáticos promedio de Jaén | Parámetros climáticos promedio de Jaén | Parámetros climáticos promedio de Jaén | Parámetros climáticos promedio de Jaén | Parámetros climáticos promedio de Jaén | Parámetros climáticos promedio de Jaén | Parámetros climáticos promedio de Jaén | Parámetros climáticos promedio de Jaén | Parámetros climáticos promedio de Jaén | Parámetros climáticos promedio de Jaén |
| Mes                                    | Ene.                                   | Feb.                                   | Mar.                                   | Abr.                                   | May.                                   | Jun.                                   | Jul.                                   | Ago.                                   | Sep.                                   | Oct.                                   | Nov.                                   | Dic.                                   | Anual                                  |
| -------------------------------------- | -------------------------------------- | -------------------------------------- | -------------------------------------- | -------------------------------------- | -------------------------------------- | -------------------------------------- | -------------------------------------- | -------------------------------------- | -------------------------------------- | -------------------------------------- | -------------------------------------- | -------------------------------------- | -------------------------------------- |
| Temp. máx. media (°C)                  | 29.8                                   | 30                                     | 29.5                                   | 29.9                                   | 29.8                                   | 29.2                                   | 28.6                                   | 29.6                                   | 29.6                                   | 30                                     | 30.7                                   | 30.7                                   | 29.8                                   |
| Temp. media (°C)                       | 24.2                                   | 24.5                                   | 24.1                                   | 24.4                                   | 24.2                                   | 23.6                                   | 23.4                                   | 23.9                                   | 24.3                                   | 24.4                                   | 24.8                                   | 24.6                                   | 24.2                                   |
| Temp. mín. media (°C)                  | 18.6                                   | 19                                     | 18.8                                   | 18.9                                   | 18.6                                   | 18.1                                   | 18.2                                   | 18.2                                   | 19.1                                   | 18.9                                   | 19                                     | 18.5                                   | 18.7                                   |
| Precipitación total (mm)               | 317                                    | 380                                    | 453                                    | 274                                    | 150                                    | 60                                     | 33                                     | 52                                     | 138.6                                  | 287                                    | 232                                    | 342.1                                  | 2718.7                                 |
| [cita requerida]                       |                                        |                                        |                                        |                                        |                                        |                                        |                                        |                                        |                                        |                                        |                                        |                                        |                                        |

## Demografía
Según el INEI su tasa de crecimiento para los años 81-93 fue de 2.3 y su población en el censo del 2007 fue de 71,565 habitantes, con una densidad poblacional de 139.6 hab/km². Dos características importantes de su población son, que solo el 30.8% es rural y el 42.6% menor de 15 años.

## Educación
Actualmente solo existen dos universidades las cuales son públicas: Universidad Nacional de Cajamarca (UNC) -Sede Jaén y la Universidad Nacional de Jaén (UNJ). La UNC - Sede Jaén, cuenta con las carreras profesionales de Ingeniería Civil, Ingeniería Forestal y Enfermería. Por su parte, la UNJ brinda las carreras de Ingeniería Civil, Ingeniería Mecánica - Eléctrica, Ingeniería Forestal - Ambiental, Ingeniería de Industrias Alimentarias y Tecnología Médica. Cabe señalar que las dos universidades mencionadas anteriormente cuentan con el licenciamiento institucional otorgado por la SUNEDU. El Instituto de Educación Superior Pedagógico Público "Víctor Andrés Belaunde" cuenta con la acreditación institucional otorgada por el SINEACE desde el año 2015.

## Economía

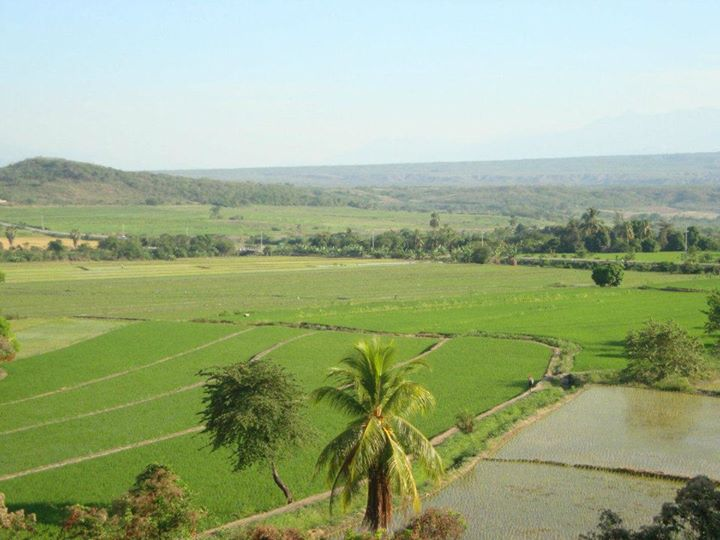
Arrozal en Shumba, Perú

Es una zona estratégicamente y netamente comercial por su movimiento comercial con las ventas de arroz y café, productos principalmente producidos en sus alrededores. Aunque Jaén es una ciudad grande en extensión horizontal (crece más en forma vertical con edificios), se trata de una pujante, moderna y progresista ciudad y centro agrícola de la selva alta en el noroeste peruano.

### Economía Provincial
Sobre la base de la distribución porcentual de la Población Económicamente Activa, se puede deducir que la estructura productiva de la provincia de Jaén se encuentra diversificada, siendo la actividad que más PEA ocupa (50.8% según el C). Con mucho menos participación se encuentran los servicios y dentro de ellos la Enseñanza que con el 6.1% ocupa el segundo lugar de mayor captación de trabajadores, los otros Servicios con 5.6%; el Comercio ocupa el 5.1% de la PEA y la manufactura un bajo 3.7% consecuente con el incipiente nivel de transformación industrial que se da en articulación con el sector agrario (pilado, selección y envasado de arroz, café y cacao). 
La actividad agropecuaria, según lo informa la Dirección Regional Agraria, se realiza en 332,356 hectáreas, situadas en terrenos con pendientes que van desde planas (arroz) hasta empinadas (café) y está basada fundamentalmente en la producción de café que presenta 15,350 productores y el arroz; otros productos de menor importancia son: cacao que presenta 1,220 productores, maíz amarillo amiláceo con 550 productores, chirimoya, mango y palta con 250, 120 y 30 productores respectivamente. 
En la actividad pecuaria destaca la leche con 820 y en el nororiente del Perú, tiene a la ciudad de Jaén de Bracamoros como su capital, la cual cuenta con una economía dinámica sobre la base de sus agricultura. Desde el año 2007 se está desarrollando exitosamente una especie de burbuja en el rubro de los terrenos, es decir, a consecuencia de las nuevas avenidas que pronto se empezarán a construir y que pasarán por (ahora "afueras de la ciudad") ha hecho que los terrenos que están ubicados a los alrededores de las nuevas avenidas se valoricen hasta en un 400%. Esto ha beneficiado considerablemente a algunos comerciantes de la zona que estratégicamente han sabido invertir en este muy buen rentable negocio y quizás, perjudicando a todos aquellos que vendieron sus tierras por lo que ahora es un precio muy bajo. Actualmente la oferta de terrenos está cerrada, pues los propietarios se han dado cuenta de la valorización que sus tierras están experimentando y saben, pues que esto todavía tiene para unos años más.
En 2008 se aprobó la Ley de construcción de la Universidad Nacional de Jaén. Esto proporcionará ingresos económicos y hará crecer más a esta ciudad.
La estructura y dinámica económica de la Ciudad de Jaén están determinadas directa y fuertemente por su capital físico, entendiendo como tal a la riqueza de su suelo Distrital y a su ubicación geoestratégica, factores que le ubican como la capital de producción agroexportadora y uno de los ejes de articulación económica, más importante del Marañón nororiental, lo que a su vez le ha generado una dinámica poblacional y ocupación urbana que la define como la segunda ciudad más poblada de la región Cajamarca. 
Posicionada en dos corredores económicos de categoría binacional: 
- Eje Vial Transversal del Norte, que forma parte de la vía Bioceánica, ruta intermodal que une Perú con Brasil (yendo desde Paita hasta Báyovar en el Océano Pacífico, pasando por Bagua y el Puerto Sameriza en Iquitos sobre el Marañón y llegando hasta Manaos en Brasil por ruta navegable sobre el Océano Atlántico), que a su vez forma parte de la Iniciativa de Integración Regional Sudamericana (IIRSA) Jaén.
- Eje Vial IV, considerado en el acuerdo binacional con Ecuador, que va desde Loja – Valladolid – Zumba y el tramo peruano: La Balsa – Namballe – San Ignacio – Jaén – Bagua Chica – Santa María de Nieva – Sarameriza, su construcción será concluida aproximadamente en el 2015 (tramo Vilcabamba-Bellavista-Zumba- La Balsa), con lo cual la comunicación entre el sur de la Amazonía ecuatoriana y el norte de la peruana será fluida permitiendo el intercambio comercial entre ambos países, la integración de las zonas fronterizas y su desarrollo económico.

La Ciudad de Jaén además de ser un centro de redistribución con dinámica propia por los flujos de entrada y salida de bienes y de personas que por ella pasan y fuertes enlaces con otras regiones: Piura, Lambayeque y Amazonas, tiene grandes perspectiva no solo de ampliación de mercado para sus productos locales sino para convertirse en uno de los operadores logísticos de mayor importancia en los corredores económicos antes descritos. 
Asimismo, al poseer el distrito de Jaén la mayoría provincial de tierras con potencial agrícola, se desarrolla una actividad agrícola de relevancia económica por el destino final de su producción y por los efectos que en la economía Distrital genera su comercialización interna y externa. La actividad agro exportadora tiene un relevante impacto en la economía local y provincial por el eslabonamiento y articulación campo ciudad. 
Lo anterior genera una dinámica económica donde si bien no se percibe una acentuada articulación productiva, salvo algunas incipientes cadenas productivas (pilado y envasado del arroz, procesamiento artesanal del cacao, por ejemplo), se observa cierta complementariedad entre las actividades comerciales y de servicios con el sector extractivo y transformador; convirtiendo al sector terciario en prioritario dentro de la
estructura económica de la ciudad. 
Consecuente con lo anteriormente expresado, la caracterización económica de la ciudad de Jaén, definida a través de la estructura porcentual de su Población Económica Activa Urbana ocupada en las diferentes actividades económicas, presenta a las actividades Terciarias como las predominantes al ocupar el 74% de la PEA, destacando los Servicios con el 56.19% y siguiéndole en orden de importancia el Comercio que ocupa el 18.29% de la PEA, mientras que el Sector Secundario ocupa un 13.14% y las actividades Primarias un 12.38%. Al respecto resulta necesario indicar que siendo Jaén la ciudad que más pobladores alberga de todo el distrito, se observa cierta correlación directa con la PEA distrital, que en su configuración presenta igualmente un sector Terciario predominante con un 65.17% y dentro de él los Servicios con un 49.12%, sin embargo en el distrito el segundo sector productivo con mayor absorción de mano es el Primario, diferenciándose en ello de la ciudad, como puede observar en el Cuadro N.º 17 y gráficos
N.º 03 y  04.
Resulta necesario el análisis de la configuración de la PEA por actividad económica (Cuadro N.º 18 y gráfico N.º 05), lo que permite determinar que las actividades que más población económicamente activa emplean son: Comercio al por menor (17,14%) siguiéndole Transportes, almacenamiento y comunicaciones (12.89%), Agricultura y ganadería con un 12.33%, Enseñanza que emplea el 10%, Industrias manufactureras con un 6.73% y Construcción con un 6.22%; mostrando un orden de prioridad que guarda relación con el valor de producción y la relevancia económica de dichas actividades
dentro de la dinámica económica de la ciudad, como se analizará posteriormente.

### Actividades económicas
Las principales actividades económicas que se desarrollan en la ciudad son el comercio, la agricultura y ganadería, siendo los más importantes , la actividad comercial y servicios así como la pequeña y mediana industria. Es así, que del total de la PEA del distrito, el 46.1% se encuentra ocupada en servicios, mientras que el 40.5% en agricultura. Los dos principales cultivos son el café y arroz (en conjunto representaron el 65% del área cultivada en 1998), que constituyen las principales fuentes generadoras de ingresos para la población. Jaén es la provincia con mayor ingresos económicos del Departamento de Cajamarca sin incluir al mismo Cajamarca, el negocio es sostenible y se mantiene.

#### Actividad comercial y de servicios
Producto de su ubicación geoestratégica y de la actividad agroexportadora que se realiza en su entorno, la actividad comercial en la Ciudad de Jaén, que como se ha indicado anteriormente, es la que mayor porcentaje de PEA ocupa, con un universo de más de 2,100 establecimiento comerciales, entre ellos, el Centro Comercial Mega Plaza. La actividad comercial se confirma como una de las actividades económicas más importantes de la Ciudad de Jaén, no solo por su complementariedad con las otras actividades económicas al viabilizar el abastecimiento tanto de insumos como de bienes intermedios así como la venta de los productos agropecuarios que en la zona se producen, sino también por constituir fuente de ingresos monetarios para un buen sector
de la población jaena (aproximadamente 4000 hogares según el dato proporcionado por el Censo Nacional Económico 2008), bajo la forma de fuente de ingreso principal (al constituir la actividad principal de la familia) o de fuente de ingresos complementarios de ciertos hogares. 
Como centro de redistribución presenta una dinámica similar a la de la Ciudad de Chiclayo y su área de influencia, como se puede apreciar en la lámina N.º 04 que muestra los flujos económicos y las interrelaciones que mantiene tanto a nivel interdistrital, como interregional e incluso internacional.
- Flujos de salida: Productos agrícolas y pecuarios de distritos aledaños cuyo destino final es Chiclayo, Lima y Piura. Café procedente de centros productores cuyo destino intermedio es el mismo Jaén y Chiclayo para su procesamiento y direccionamiento al Callao y Paita para su destino final: EE. UU., Alemania y Japón.
- Flujos de entrada: Insumos, productos de consumo intermedio y final (industriales, fertilizantes, agroquímicos y abarrotes), principalmente de Chiclayo. Productos agrícolas y pecuarios procedentes de Bellavista, Las Pirias, Huabal y San José de Alto, ubicado al norte de la provincia, así como de Santa Rosa (nor oriental de la provincia), para luego continuar con destino a Chiclayo.

#### Actividad agrícola

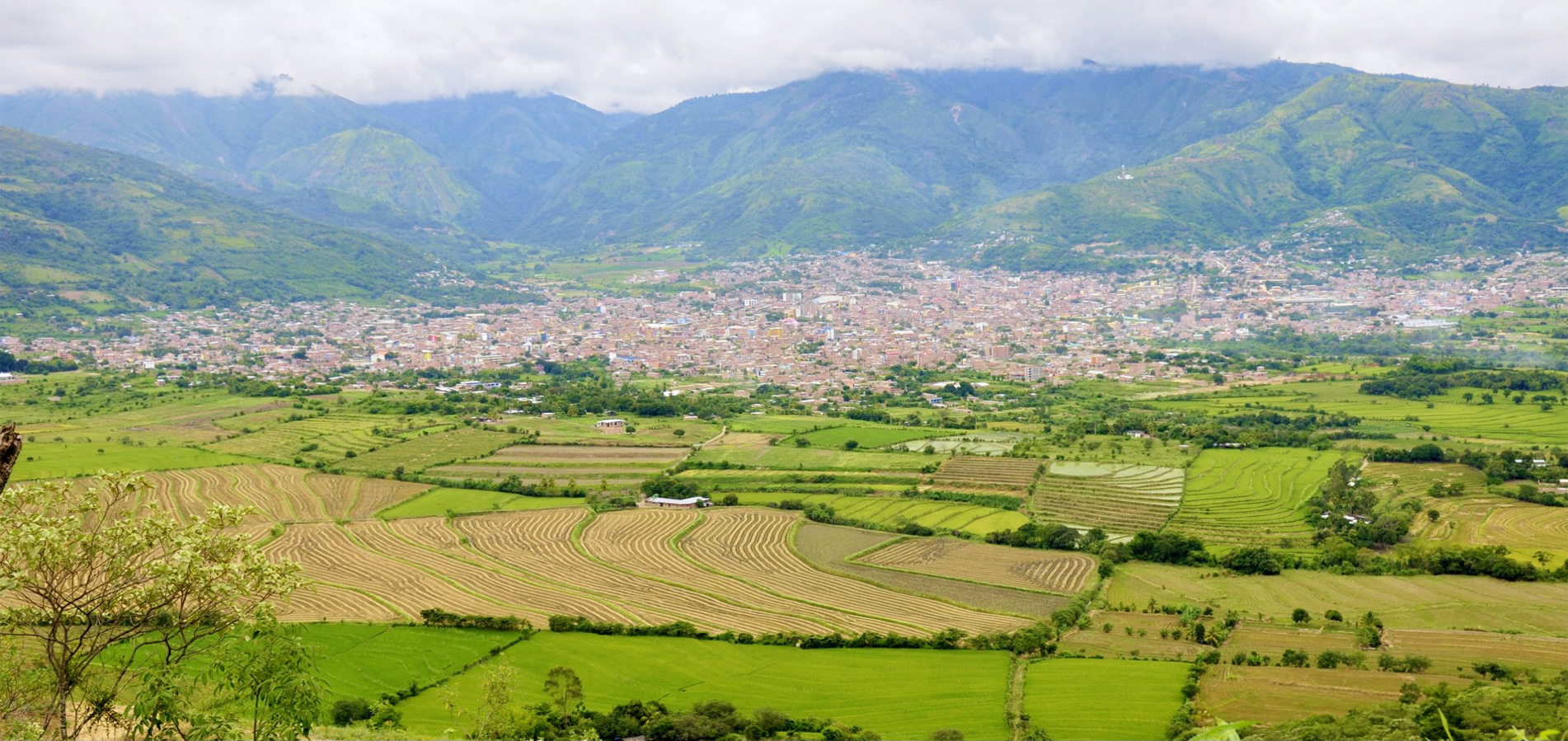
Panorámica de Jaén y sus sembríos de arroz, desde el cerro en el Sector Santa Teresita

Si bien las actividades primarias no se realizan en la ciudad misma, resultan relevantes en la dinámica económica de la ciudad por ser la tercera actividad con mayor captación de mano de obra y por las relaciones de comercialización de su producción fundamentalmente agrícola; debiendo remarcar el hecho de que el proceso de urbanización en Jaén atenta contra esta actividad, al venir ocupando suelo agrícola con fines residenciales y desenvolvimiento de las actividades de servicios. Teniendo como principales productos: arroz en cáscara, café, maíz amarillo duro, yuca y frutales, destacando entre ellos el plátano, el distrito de Jaén es el que posee las mayores tierras para la actividad agrícola con 30,415 Hás al 2011. Como puede apreciarse en el Gráfico N.º 08 de 1996 al 2010, los productos que muestran una tendencia positiva de crecimiento en su producción son el café que ha crecido en un 98% en los últimos quince años y el arroz cáscara que muestra un crecimiento del 35.9% en el mismo período analizado. 
Es necesario destacar el cultivo del café por sus implicancias económicas a nivel de país y su impacto en las actividades que se desarrollan en la ciudad de Jaén, referidas básicamente al acopio, selección y venta a procesadoras de las regiones vecinas para su posterior comercialización en el exterior. Siendo la provincia Jaén con sus 25,055 hectáreas sembradas y con un rendimiento de 23 QQ/Há, conjuntamente con San Ignacio los mayores productores dentro de la provincia, contribuyendo con el 13% de la producción nacional, sin embargo su nivel tecnológico y de productividad aún se mantienen bajos. Si bien su volumen de producción es mucho menor que el del arroz, como se aprecia en el gráfico N.º 08, sus perspectivas de desarrollo son muchos mejores, toda vez que las del arroz se encuentran limitadas al mercado local, el cual puede, incluso, restringirse ya que su importación, en virtud de los inminentes tratados de libre comercio, puede incrementarse.   
De acuerdo a la información de la Cámara de Comercio del Café y del Cacao, contrastada con la información de la Superintendencia de Aduanas, las exportaciones de café varían anualmente habiendo alcanzado su mayor récord en el 2011 con 1596 millones de dólares americanos y un promedio para los últimos cinco años de 945 millones de dólares americanos, siendo los 3 principales exportadores Perales Huancaruna SAC con el 25% del volumen exportado a diciembre de 2012, Comercio & Cía con el 11% y Cia. Internacional del Café con 7% (Comercio & Cia y Cia. Internacional del Café cuentan con su Planta de Procesamiento en el distrito de Jaén), empresas directamente vinculadas a la producción cafetalera de la provincia de Jaén y en consecuencia con impacto en la economía provincial, distrital y de la ciudad. 
Del gráfico anterior se deduce que el cultivo del cacao no figura entre los principales del distrito, puesto que comparado con los volúmenes producidos de café y arroz no resulta relevante, sin embargo la apertura inminente de nichos de demanda para dicho producto así como la introducción de tecnologías para la elevación de productividad y optimización de las cadenas productivas vinculadas a él, propiciarán un aumento de su producción y área cultivada en el futuro mediato
Se produce en los alrededores de Jaén y en pequeña cantidad en San Ignacio, produciendo aproximadamente el 5% de la producción nacional, según lo informado por la Subgerencia de Desarrollo Económico Local de la Municipalidad de Jaén. También se acopia en la zona, cacao procedente de Amazonas - Bagua - márgenes del Marañón, y de San Martín.
Por su parte el arroz, que conjuntamente con el café es uno de los productos con mayor aporte al valor bruto de la producción agrícola de la provincia, ha perdido competitividad frente al arroz importado, mostrando así mismo un uso no adecuado de técnicas de Con respecto a la ganadería, se concentra básicamente en el ganado vacuno, alcanzando niveles de producción a nivel provincial de 1,500 TM al año, producción que de acuerdo a los especialistas, debería ser superada dadas las potencialidades de su suelo rico en pastos aptos, así como el rendimiento alcanzado por las razas criadas en la zona: cebú y Brown swiss. Su comercialización se realiza en pie (vivos) y sus mercados receptores se ubican en Jaén, Piura, Chiclayo y Trujillo, constituyendo la ciudad de Jaén espacio de intercambio a través de la venta directa o indirecta.
En cuanto a la organización de la producción agrícola, es mayoritaria la presencia de pequeños agricultores con bajo nivel de productividad y economías de subsistencia, a expensas de los acopiadores por lo que han optado por integrarse en cooperativas comercializadoras de café (Cooperativa Sol & Café, Coopvama, entre otras), destacando Cenfro Café, pudiéndose observar un valioso apoyo por parte de organizaciones como Cáritas y Programa Familia de la empresa Comercio & Cía., estas tres organizaciones agruparían aproximadamente 6,500 familias. 
Por otro lado, también existen empresas productoras como PERHUSAC, Comercio & Compañía, que como se indicara anteriormente, ocupan los primeros puestos de exportación de café; Prodelsur SAC, filial de Volcafé Group de Suiza, dedicada a la exportación de cafés especiales y de calidad de Jaén y San Ignacio; la empresa Machu Picchu Coffee Trading, que se articula con los agricultores de cacao y café.
En lo que respecta a la comercialización de los productos agrícolas, es necesario remarcar que la ciudad de Jaén ejerce un rol importante al actuar como centro de redistribución de la producción agroindustrial no solo del distrito de Jaén sino también de los distritos ubicados al norte y nororiente de este, para luego direccionarlos hacia los mercados interregionales: Lima, Piura y Lambayeque, y posteriores a los internacionales como el caso del café. La comercialización de productos de pan llevar se realiza en su mayor parte en el mismo distrito.

#### Actividad industrial
Con un universo de 451 empresas manufactureras, de las cuales 55 constituyen sucursales de empresas de fuera de la región y empleando más del 12% de la población económicamente activa de la ciudad, la actividad industrial muestra presencia en la estructura económica de la ciudad, pero poca generación de valor agregado, tratándose de empresas generalmente pequeñas y microempresas.
Conforme se observa en el gráfico N.º 09, predominan las empresas dedicadas a la fabricación de muebles y otros productos de madera, lo que permite concluir en la existencia de cierto eslabonamiento con la extracción de madera, esta última realizada no siempre de manera formal. Al analizar con mayor detalle, la distribución porcentual de las empresas manufactureras en la ciudad (Cuadro N.º 23), se concluye que excluyendo a las empresas dedicadas a la impresión, que no constituyen procesos transformativos, los rubros más representativos además de la fabricación de muebles y otros productos de madera (21% del total de empresas manufactureras locales), se ubican en: la elaboración de otros productos y para uso estructural elaborados de metal (17% ) con cierta articulación con la rama de la construcción; así como en las panaderías (12%)  y la fabricación de prendas de vestir (9% de las empresas manufactureras locales).
La articulación con la producción agrícola, estaría definida por la presencia de 08 molinos, 06 empresas dedicadas a la fabricación de cacao y chocolate, así como 05 empresas de fabricación de productos alimenticios. La presencia relevante de las microempresas (97% del total de empresas manufactureras según el registro de empresas del MINPROD) es otro factor que caracteriza esta actividad en Jaén.

#### Actividad turística
Pese a contar con un potencial y atractivos turísticos, como se describirá posteriormente, no se presenta un flujo significativo de turistas que lleguen a la ciudad de Jaén; observándose en contrapartida, una significativa población flotante, constituida por el flujo de personas que arriban diariamente sin pernoctar, por razones de negocio, estudio, visita de familiares o investigación. 
Acorde con la dinámica de arribos, los cuales se han triplicado del 2003 al 2013, así como el de pernoctaciones, según se observa en el Cuadro N.º 24, se presenta una tendencia creciente en el número de establecimientos, habiéndose incrementado en el período 2003 -2013 en un 240%, como consecuencia de ello la capacidad de alojamiento expresada en los indicadores: número de habitaciones y números de cama, se ha visto duplicada. 
En lo que respecta a la procedencia de las personas que arriban a la ciudad de Jaén, en un 98% son residentes peruanos, los que, según la información del Mincetur procesada en el Cuadro N.º 25, en su mayoría proceden de Cajamarca (26.61%), Lambayeque (17.25%) y Amazonas (10.29%), siendo el índice de permanencia menor a dos días se deduce que las razones de su visita es básicamente por negocios y trámites administrativos. Los extranjeros que arriban a la ciudad y que solo representan el 2%, proceden en su mayoría de Alemania, Estados Unidos y Oceanía, siendo el promedio de permanencia también menor a dos días. 
Los atractivos turísticos de Jaén, incluyendo la gran variedad de reservas protegidas, que determinan un interesante potencial, no solo para el turismo tradicional, sino para el ecoturismo,  se encuentran identificados y constan en el Inventario de Recursos Históricos y sitios arqueológicos que forma parte del Programa de Desarrollo Turístico de la zona de influencia del Proyecto Especial Jaén – San Ignacio – Bagua y que se resumen en:
- Catedral de Jaén, que posee muestras de arte pictórico y escultórico.
- Museo Regional “Hermógenes Mejía Solf” que alberga con muchas piezas arqueológicos de los grupos étnicos asentados en esta área geográfica, encontrándose a 2 km del centro de la ciudad, en el actual Instituto Superior Tecnológico "04 de junio de 1821".
- Aguas Termales del Almendral, balneario con aguas de azufre y hierro para fines curativos, muestra un paisaje natural y cultura, encontrándose a 25 km de la ciudad.
- Jardín Botánico, que cuenta con más de 600 variedades de plantas regionales y se encuentra ubicado a 4 km de Jaén, en el sector Fila Alta.
- Huacas de San Isidro y Montegrande, ubicadas a 10 min de la Plaza de Armas, dentro del casco urbano de la ciudad. Dicho descubrimiento fue considerado dentro de los 10  principales descubrimientos del 2010 por la revista internacional ARCHAEOLOGY[11]  y la investigación a cargo del arqueólogo peruano Quirino Olivera fue galardonada en el año 2017 en el Fórum de Arqueología de Shanghai (SAF). El apoyo impulsado por la Municipalidad Provinicial de Jaén y el Plan Binacional Perú - Ecuador  ha servido para que Jaén sea elegida como sede del próximo Encuentro Internacional de Arqueología Amazónica (EIAA) en el año 2020.[12]
- Balneario de Bellavista, ubicado en el distrito de Bellavista, ofrece una amplia playa bañada por el río Marañón.
- Bosques de Huamantanga, constituye una Área de Conservación Municipal que alberga especies de flora y fauna únicas y endémicas de los bosques de neblina.
- Área de Conservación Privada "Gotas de agua", ubicada a 15min de la ciudad, está orientada a la conservación y protección de los Bosques Tropicales estacionalmente secos del Marañon-Chinchipe.

#### Actividad financiera
La estructura y dinámica del sector financiero son factores que inciden en la dinamización de la economía de la ciudad y en las perspectivas de crecimiento y desarrollo de ella misma y de su área de influencia, de ahí la importancia de su análisis. Concordante con ello, en Jaén, las colocaciones o créditos, como puede apreciarse en el siguiente cuadro, superan los depósitos totales. Los créditos otorgados en el sistema  
bancario, según las entrevistas realizadas a funcionarios bancarios, son multigiros, es decir direccionados a los diferentes sectores, principalmente transportes, servicios y comercio, también a exportadores y en menor grado a los agricultores que presentan problemas de formalidad.

## Transporte

### Terrestre
- Lima, Trujillo, Chiclayo y Lambayeque

Tomar la Panamericana Norte hasta el km. 785 y tomar la carretera Lambayeque - Olmos. En Olmos, tomar a la derecha la Interoceánica Norte y subir hasta el Paso de Porculla (2137 m s. n. m.) y seguir bajando a Chamaya. Allí se toma a la izquierda un desvío a la carretera Chamaya - Jaén.
- Paita y Piura

Tomar la Carretera Interoceánica Norte y seguir por Cruz de Caña, Vicús, Dv. La Matanza, Querpón, Insculas, Olmos, Paso de Porculla (2137 m s. n. m.) y seguir bajando por Pucará y Chiple hasta Chamaya. Allí se toma a la izquierda un desvío a Jaén.
- Yurimaguas, Tarapoto y Moyobamba

Seguir por la carretera Interoceánica Norte hasta Chamaya, en donde se toma el desvío a Jaén.
- Cajamarca, Bambamarca, Huaygaloc, Chota y Cutervo

Ir por la carretera Cajamarca - Porcón - Bambamarca - Chota - Montán - Huambos -Cochabamba y tomar a la derecha el desvío a Cutervo. Seguir bajando por Santo Domingo de Capillas hasta la localidad de Chiple, para tomar la Interoceánica Norte a la derecha hasta Chamaya. Finalmente, tomar el desvío a Jaén.

### Aéreo
Cuenta con aeropuerto ubicado en el caserío San Agustín - CP Shumba Alto - Distrito de Bellavista a 10 minutos de la ciudad, que conecta por vía aérea con la ciudad de Lima. El Aeropuerto de Jaén integra tanto a Jaén y el Alto Marañón con el resto del Perú y el mundo. Desde septiembre del año 2016, LATAM Airlines inició operaciones con la ruta Jaén-Lima, teniendo hoy en día 2 frecuencias por semana. Asimismo, en el año 2018, la empresa Viva Air, ingresó a este nuevo destino,iniciando sus operaciones en diciembre. La aerolínea chilena Sky anunció la apertura de esta nueva ruta para el 2019 y Viva Air, la nueva ruta Chiclayo - Jaén. Se prevé vuelos interegionales con Piura, Iquitos, La Libertad e internacionales con Loja (Ecuador). El Ministerio de Transportes y Comunicaciones (MTC) anunció el tercer grupo de aeropuertos que serán concesionados para la mejora de sus instalaciones e infraestructuras, entre los que se encuentra el de Jaén.
El atractivo del aeropuerto de Jaén está en la alta demanda turística de viajes a Chachapoyas (Amazonas) para visitar los sarcófagos de Karajía y Kuélap.

## Cultura
Jaén es llamada también Tierra de los Bravos Bracamoros. Esto, a raíz de la errónea generalización surgida en la península, del protagonismo de los Bracamoros en el área comprendida entre los ríos Chinchipe y Marañón. Sin embargo, la jurisdicción de Jaén contenía muchos grupos étnicos (Chamayas, Tomependas, Nehipes, Chirinos, Pericos, Huambucos, etc.) los cuales, al igual que los Bracamoros en su desplazamiento del río Zamora (Ecuador), coexistían y fueron la base para los repartimientos en esta área geográfica. Podemos observar parte de su cultura en el museo Hermógenes Mejía Solf ubicada en la misma ciudad. 

### Identidad Histórica
La ciudad de Jaén tiene una rica tradición histórica que se remonta a tiempos milenarios donde encontramos a los primeros pobladores de esta parte del Perú, tras una vida nómade, se asentaron en este valle, abandonaron la pesca, caza y recolección dedicándose a la agricultura, domesticación de animales, arquitectura, arte de pulir la piedra y otras expresiones de un alto desarrollo cultural, que nos ha dejado grandes asentamientos arqueológicos inéditos, como el centro arqueológico Montegrande ubicado en el sector del mismo nombre al Sur de la ciudad. Los restos arqueológicos representan figura con rostros humanos, vasijas , cántaros, utensilios, esculturas, herramientas y armas hechas en piedra y arcilla, cuyas muestras se exhiben en el Museo “Hermógenes Mejía Solf” del IST 4 de Junio. Por estas características el territorio ha sido visitado por eminentes científicos durante el Virreinato y la República como Jean María de la Condamine, el eminente científico y religioso Baltazar Martínez de Compañón, Alexander Von Humboldt quien estudió al árbol de la Quina (Cascarilla) aún existente a la fecha en nuestros Bosques de Neblina, junto a las primeras orquídeas peruanas. El sabio Antonio Raimondi, notable científico que conoció el Pongo de Rentema y la legendaria ciudad de Tomependa, Jaén, es tierra de los cinco ríos más importantes de la jurisdicción: Chinchipe, Marañón, Tabaconas, Chamaya, Huancabamba, ríos con edénicos valles llenos de riqueza hidrobiológica y nativa de la jurisdicción. 
Jaén presenta la carencia de familias de largo pasado histórico; cada oleada migratoria trajo un acervo muy valioso, interrelacionando lo natural de sus pueblos, la riqueza espiritual y natural de estos valles, se asentaron con un sentido de convivencia en torno a un territorio exótico y bravío, llegaron como pioneros (peones), con una misma problemática, una esperanza y anhelo de construir una nueva forma de vivir y mejorar su estatus social; la confluencia de diversos pueblos con diversas costumbres y expresiones culturales fue formando el “Jaén de todas las sangres”, digno para vivir. El dilema surge para las generaciones que nacen y se forman en estas localidades,  afianzar esta identidad, demostrando que la tierra donde nace el Alto Marañón, es una tierra con milenario pasado cultural; que brinda notables aportes como Corredor Natural Alto Amazónico de la Sierra, Costa, Selva y el austro ecuatoriano, habitada por nómades dedicados a la caza, pesca y recolección que recorrían la región de norte a sur, de este a oeste y viceversa en pequeños grupos o clanes, en su recorrido intercambiaban experiencias, riqueza y benignidad para el desarrollo de una vida sedentaria.
Jaén tiene grandes retos que vencer y uno de ellos es afianzar su identidad en torno a las nuevas generaciones de pobladores donde sus padres o sus abuelos fueron de otras localidades pero ellos son producto de una nueva realidad social, económica y cultural, que tenga como base una identidad histórica y sea uno de sus fuertes la Educación y la reafirmación de los valores históricos, culturales y éticos que serán los ejes de nuevas referencias en investigaciones en torno al legado histórico y cultural para amar la tierra que se conoce, sin olvidar los grandes peligros que acechan a pueblos florecientes como la delincuencia, drogadicción, desocupación, prostitución y otros males sociales.

### Deportes
En infraestructura deportiva cuenta con el Estadio Víctor Montoya Segura.
- Fútbol: Es el deporte ampliamente practicado en la ciudad e igual que el resto del país es el fútbol. La Asociación Deportiva Agropecuaria, conocido por sus siglas ADA, es el club más popular y representativo de la ciudad. Desde 2022, el Carlos Stein de la Liga 1 empezó a jugar el campeonato peruano en esta ciudad .

## Ciudades homónimas
- Jaén, España.
- Jaén (Nueva Écija), Filipinas.